# 安阳工学院
安阳工学院（Anyang Institute of Technology，简称：安工、AYIT），前身为安阳大学，是一所位于中国河南省安阳市一工科为主的省属本科大学。该校创建于1983年，为公办全日制普通本科院校，2004年5月经中华人民共和国教育部批准升格为本科院校，更名为安阳工学院。目前，学校设有机械工程学院、电子信息与电气工程学院、计算机科学与信息工程学院、土木与建筑工程学院、化学与环境工程学院、生物与食品工程学院、经济管理学院、文法学院、外国语学院、艺术设计学院、继续教育学院、数理学院、软件学院、国际教育学院、体育教学部、思想政治理论课教学部等16个院、部，开设38个本科专业、17个专科专业，涵盖工学、管理学、文学、理学、农学、经济学、法学等7个学科门类。在校学生18000人（2010年）。